# Ed Jongmans
Eduardus Franciscus (Ed) Jongmans (4 augustus 1951) is een Nederlands politicus van het CDA.
Hij is afgestudeerd in de rechten en is werkzaam geweest bij diverse gemeenten. Hij was plaatsvervangend hoofd van de afdeling Planologie en Openbare Werken van de gemeente De Bilt voor hij in 1986 benoemd werd tot burgemeester van de gemeente Aardenburg (Zld). Vervolgens was hij van 1995 tot aan de gemeentelijke herindeling in Twente per 1 januari 2001 burgemeester van de gemeente Weerselo (Ov). Vanaf 1 april 2001 was Jongmans waarnemend burgemeester van de gemeente Haaren (N.B.) tot hij werd benoemd tot burgemeester van de gemeente Waterland per 15 september 2001.
Eind januari 2011 legde hij tijdelijk zijn taken neer, waarna Cornelis Mooij benoemd werd tot waarnemend burgemeester van Waterland. Per 12 januari 2012 is hem eervol ontslag verleend.
Vanaf 2012 legde hij zich toe op taken als bestuurder/toezichthouder/adviseur in het publieke en private domein bij verschillende organisaties op het terrein van veiligheid, zorg, waterbeheer, toerisme en bezwaarschriften- en klachtenbehandeling.